# Lampoh Krueng
Lampoh Krueng is een bestuurslaag in het regentschap Pidie van de provincie Atjeh, Indonesië. Lampoh Krueng telt 1910 inwoners (volkstelling 2010).